# Лечхумский хребет
Лечху́мский хребе́т (груз. ლეჩხუმის ქედი) — горный хребет в Грузии. Является передовым хребтом южного склона Большого Кавказа. Длина хребта — около 60 км. Наибольшая высота — 3584 м (гора Самерцхле).
Сложен порфиритами, сланцами, на северо-востоке — флишем.
Субальпийские и альпийские луга, буковые и темнохвойные леса.
Северные и западные крутые склоны хребта обращены к долине реки Цхенисцкали (историческая область Нижняя Сванетия на юго-западе — историческая область Лечхуми). Южные и восточные пологие склоны обращены к долине реки Риони (историческая область Рача).
Северные склоны хребта обращены к долине верховий реки Ингури (историческая область Верхняя Сванетия), южные — верховий реки Цхенисцкали и Ладжанура (историческая область Нижняя Сванетия).